# تيد فروست
تيد فروست (بالإنجليزية: Theodore Strathy Frost)‏ هو مجدف أمريكي، ولد في 6 أبريل 1932 في سياتل في الولايات المتحدة، وتوفي في 6 نوفمبر 2018.

## وصلات خارجية
- تيد فروست على موقع الاتحاد الدولي للتجديف (الإنجليزية)
- تيد فروست على موقع اللجنة الأولمبية الدولية (الإنجليزية)
- تيد فروست على موقع أوليمبيديا (الإنجليزية)